# Regione di Zanzan
La regione di Zanzan è una delle 19 regioni della Costa d'Avorio. Comprendeva tre dipartimenti: Bondoukou, Bouna e Tanda.
È stata soppressa nel 2011, quando è stato istituito il distretto di Zanzan.
| Controllo di autorità | VIAF (EN) 146819425 · LCCN (EN) n2010023773 |